# Campeonato Mundial de Ginástica Acrobática de 1998
O 15º Campeonato Mundial de Ginástica Acrobática foi organizado pela Federação Internacional de Ginástica nos dias 28 a 31 de outubro de 1998, em Minsk, na Bielorrússia. Foram disputados 21 eventos nas categorias feminino, masculino e misto.

## Resultados

### Saltos acrobáticos masculinos
Os resultados finais foram os seguintes.
Geral
| Posição           | Ginasta         | Nacionalidade | Pontos |
| ----------------- | --------------- | ------------- | ------ |
| Medalha de ouro   | A. Kryzhanovsky | Rússia        | 29.72  |
| Medalha de prata  | I. Adamenkov    | Bielorrússia  | 29.68  |
| Medalha de bronze | D. Serdiukov    | Rússia        | 29.50  |

Primeiro exercício
| Posição           | Ginasta      | Nacionalidade | Pontos |
| ----------------- | ------------ | ------------- | ------ |
| Medalha de ouro   | D. Serdiukov | Rússia        | 19.78  |
| Medalha de prata  | Andrey Duhno | Cazaquistão   | 19.62  |
| Medalha de bronze | Tomasz Kies  | Polónia       | 18.92  |

Segundo exercício
| Posição           | Ginasta      | Nacionalidade | Pontos |
| ----------------- | ------------ | ------------- | ------ |
| Medalha de ouro   | D. Serdiukov | Rússia        | 19.60  |
| Medalha de prata  | Craig Filmer | Grã-Bretanha  | 19.36  |
| Medalha de bronze | Tomasz Kies  | Polónia       | 19.32  |

### Pares masculinos
Os resultados finais foram os seguintes.
Geral
| Posição          | Equipe                    | Nacionalidade | Pontos |
| ---------------- | ------------------------- | ------------- | ------ |
| Medalha de ouro  | Mark Flores, Martyn Smith | Grã-Bretanha  | 29.82  |
| Medalha de prata | Renjie Li, Min Song       | China         | 29.80  |
| Medalha de prata | Volkov, Vlasov            | Rússia        | 29.80  |

Primeiro exercício
| Posição           | Equipe                    | Nacionalidade | Pontos |
| ----------------- | ------------------------- | ------------- | ------ |
| Medalha de ouro   | Mark Flores, Martyn Smith | Grã-Bretanha  | 19.94  |
| Medalha de bronze | Volkov, Vlasov            | Rússia        | 19.94  |
| Medalha de prata  | Renjie Li, Min Song       | China         | 19.90  |

Segundo exercício
| Posição           | Equipe                           | Nacionalidade | Pontos |
| ----------------- | -------------------------------- | ------------- | ------ |
| Medalha de ouro   | Renjie Li, Min Song              | China         | 19.90  |
| Medalha de bronze | Viktor Kalinin, Aleksei Malyszew | Lituânia      | 19.52  |
| Medalha de prata  | Volkov, Vlasov                   | Rússia        | 19.36  |

### Grupo masculino
Os resultados finais foram os seguintes.
Geral
| Posição           | Equipe                                | Nacionalidade | Pontos |
| ----------------- | ------------------------------------- | ------------- | ------ |
| Medalha de ouro   | Riusev, Fomin, Sosin, Simonenko       | Rússia        | 29.82  |
| Medalha de prata  | Ji, Zhu, Chen, Shen                   | China         | 29.70  |
| Medalha de bronze | Nikolov, Grirorguev, Hristov, Bojenov | Bulgária      | 29.48  |

Primeiro exercício
| Posição          | Equipe                          | Nacionalidade | Pontos |
| ---------------- | ------------------------------- | ------------- | ------ |
| Medalha de ouro  | Riusev, Fomin, Sosin, Simonenko | Rússia        | 19.94  |
| Medalha de prata | Safon, Zaveryucha, Pavlov, Bain | Ucrânia       | 19.84  |
| Medalha de prata | Ji, Zhu, Chen, Shen             | China         | 19.84  |

Segundo exercício
| Posição           | Equipe                                     | Nacionalidade | Pontos |
| ----------------- | ------------------------------------------ | ------------- | ------ |
| Medalha de ouro   | Riusev, Fomin, Sosin, Simonenko            | Rússia        | 19.90  |
| Medalha de prata  | Ji, Zhu, Chen, Shen                        | China         | 19.68  |
| Medalha de bronze | Seyfullayev, Lichkin, Shahbazzade, Mamedov | Azerbaijão    | 19.64  |

### Saltos acrobáticos femininos
Os resultados finais foram os seguintes.
Geral
| Posição           | Ginasta       | Nacionalidade | Pontos |
| ----------------- | ------------- | ------------- | ------ |
| Medalha de ouro   | N. Rakhmanova | Rússia        | 29.60  |
| Medalha de prata  | E. Chabanenko | Ucrânia       | 29.50  |
| Medalha de bronze | E. Bluzhina   | Rússia        | 29.48  |

Primeiro exercício
| Posição           | Ginasta       | Nacionalidade | Pontos |
| ----------------- | ------------- | ------------- | ------ |
| Medalha de ouro   | N. Rakhmanova | Rússia        | 19.82  |
| Medalha de ouro   | T. Morozova   | Bielorrússia  | 19.82  |
| Medalha de bronze | E. Dribna     | Ucrânia       | 19.62  |

Segundo exercício
| Posição           | Ginasta       | Nacionalidade | Pontos |
| ----------------- | ------------- | ------------- | ------ |
| Medalha de ouro   | E. Bluzhina   | Rússia        | 19.68  |
| Medalha de prata  | E. Chabanenko | Ucrânia       | 19.54  |
| Medalha de bronze | T. Morozova   | Bielorrússia  | 19.50  |

### Pares femininos
Os resultados finais foram os seguintes.
Geral
| Posição          | Equipe                        | Nacionalidade | Pontos |
| ---------------- | ----------------------------- | ------------- | ------ |
| Medalha de ouro  | Kovalchuk, Vishnevskaya       | Ucrânia       | 29.76  |
| Medalha de prata | Yulia Lopatkina, Anna Mokhova | Rússia        | 29.74  |
| Medalha de prata | Rakseyeva, Feoktova           | Bielorrússia  | 29.74  |

Primeiro exercício
| Posição           | Equipe                        | Nacionalidade | Pontos |
| ----------------- | ----------------------------- | ------------- | ------ |
| Medalha de ouro   | Yulia Lopatkina, Anna Mokhova | Rússia        | 19.90  |
| Medalha de prata  | Kovalchuk, Vishnevskaya       | Ucrânia       | 19.84  |
| Medalha de bronze | Rakseyeva, Feoktova           | Bielorrússia  | 19.80  |

Segundo exercício
| Posição          | Equipe                        | Nacionalidade | Pontos |
| ---------------- | ----------------------------- | ------------- | ------ |
| Medalha de ouro  | Pascoe, Cotterell             | Grã-Bretanha  | 19.92  |
| Medalha de prata | Yulia Lopatkina, Anna Mokhova | Rússia        | 19.84  |
| Medalha de prata | Kovalchuk, Vishnevskaya       | Ucrânia       | 19.84  |

### Grupo feminino
Os resultados finais foram os seguintes.
Geral
| Posição           | Equipe                        | Nacionalidade | Pontos |
| ----------------- | ----------------------------- | ------------- | ------ |
| Medalha de ouro   | Gamrot, Kalinowska, Adamiecka | Polónia       | 29.78  |
| Medalha de prata  | Shalashova, Syrova, Babshkina | Rússia        | 29.72  |
| Medalha de bronze | Wang, Hou, Liu                | China         | 29.66  |

Primeiro exercício
| Posição          | Equipe                        | Nacionalidade | Pontos |
| ---------------- | ----------------------------- | ------------- | ------ |
| Medalha de ouro  | Wang, Hou, Liu                | China         | 19.90  |
| Medalha de prata | Shalashova, Syrova, Babshkina | Rússia        | 19.88  |
| Medalha de prata | Gamrot, Kalinowska, Adamiecka | Polónia       | 19.88  |

Segundo exercício
| Posição           | Equipe                        | Nacionalidade | Pontos |
| ----------------- | ----------------------------- | ------------- | ------ |
| Medalha de ouro   | Gamrot, Kalinowska, Adamiecka | Polónia       | 19.90  |
| Medalha de ouro   | Shalashova, Syrova, Babshkina | Rússia        | 19.90  |
| Medalha de bronze | Erina, Kosenko, Demidenko     | Ucrânia       | 19.84  |

### Pares mistos
Os resultados finais foram os seguintes.
Geral
| Posição           | Equipe              | Nacionalidade | Pontos |
| ----------------- | ------------------- | ------------- | ------ |
| Medalha de ouro   | Law, Griffiths      | Grã-Bretanha  | 29.76  |
| Medalha de prata  | Ponomareva, Besha   | Ucrânia       | 29.58  |
| Medalha de bronze | Yerasarina, Yasenko | Bielorrússia  | 29.42  |

Primeiro exercício
| Posição           | Equipe            | Nacionalidade | Pontos |
| ----------------- | ----------------- | ------------- | ------ |
| Medalha de ouro   | Galiulina, Kukva  | Rússia        | 19.92  |
| Medalha de prata  | Law, Griffiths    | Grã-Bretanha  | 19.86  |
| Medalha de bronze | Ponomareva, Besha | Ucrânia       | 19.78  |

Segundo exercício
| Posição           | Equipe            | Nacionalidade | Pontos |
| ----------------- | ----------------- | ------------- | ------ |
| Medalha de ouro   | Law, Griffiths    | Grã-Bretanha  | 19.88  |
| Medalha de prata  | Ponomareva, Besha | Ucrânia       | 19.76  |
| Medalha de bronze | Galiulina, Kukva  | Rússia        | 19.74  |